# Südlicher Moorlemming
Der Südliche Moorlemming (Synaptomys cooperi), auch Südliche Lemmingmaus lebt im östlichen Nordamerika. Das Verbreitungsgebiet erstreckt sich vom südöstlichen Kanada bis in das westliche Minnesota, südlich bis in den Südwesten von Kansas und östlich bis in den Nordosten von North Carolina.
Der Artzusatz im wissenschaftlichen Namen ehrt den US-amerikanischen Naturforscher James Graham Cooper.

## Merkmale
Die Kopf-Rumpf-Länge beträgt 11 bis 14 cm, hinzu kommt ein 1,5 bis 2,7 cm langer Schwanz. Das Gewicht reicht von 14 bis 42 Gramm. Die Rückenseite ist hell- bis dunkelbraun, die Bauchseite silbergrau. Die Tiere haben sechs Zitzen im Gegensatz zu ihren nächsten Verwandten, den Nördlichen Moorlemmingen (Synaptomys borealis), deren Vertreter acht Zitzen haben. Sie haben breite orange Schneidezähne.

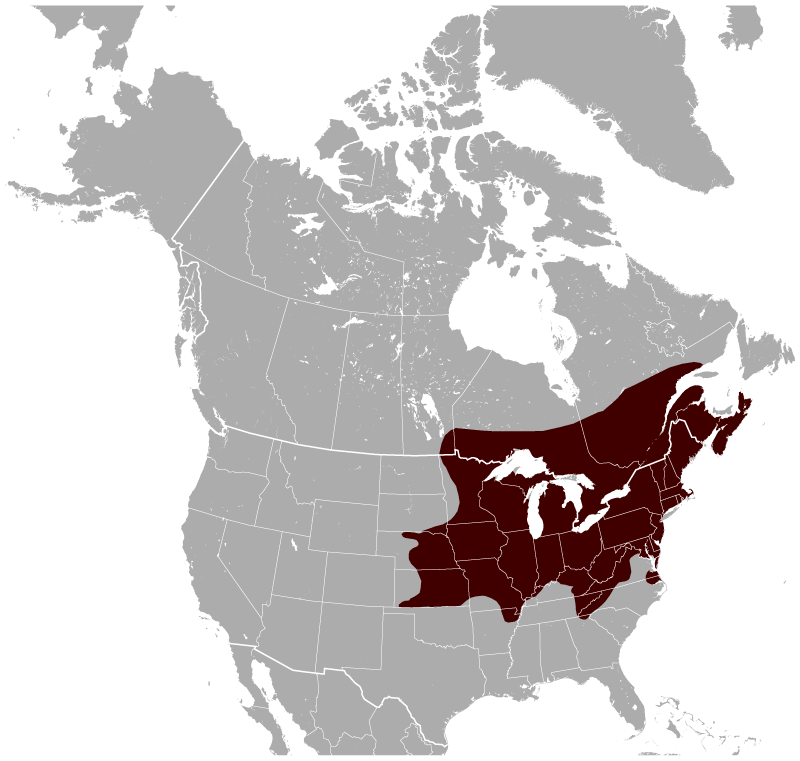
Verbreitungsgebiet des Südlichen Moorlemmings

## Lebensweise
Südliche Moorlemminge sind überwiegend nachts aktiv und halten keinen Winterschlaf. Sie leben hauptsächlich in mit Torfmoosen bewachsenen Mooren, aber auch auf Grünland und in Kanada in Wäldern. Hauptnahrung sind Süßgräser, Sauergrasgewächse, Moose, Früchte, Pilze, sowie Baumrinden, Wurzeln und Triebe. Auch Wirbellose wie Schnecken werden gelegentlich verzehrt. In der Natur haben die Tiere eine Lebensdauer von sieben bis acht Monaten. In Gefangenschaft wurde ein weibliches Tier zwei Jahre und fünf Monate alt.

## Fortpflanzung

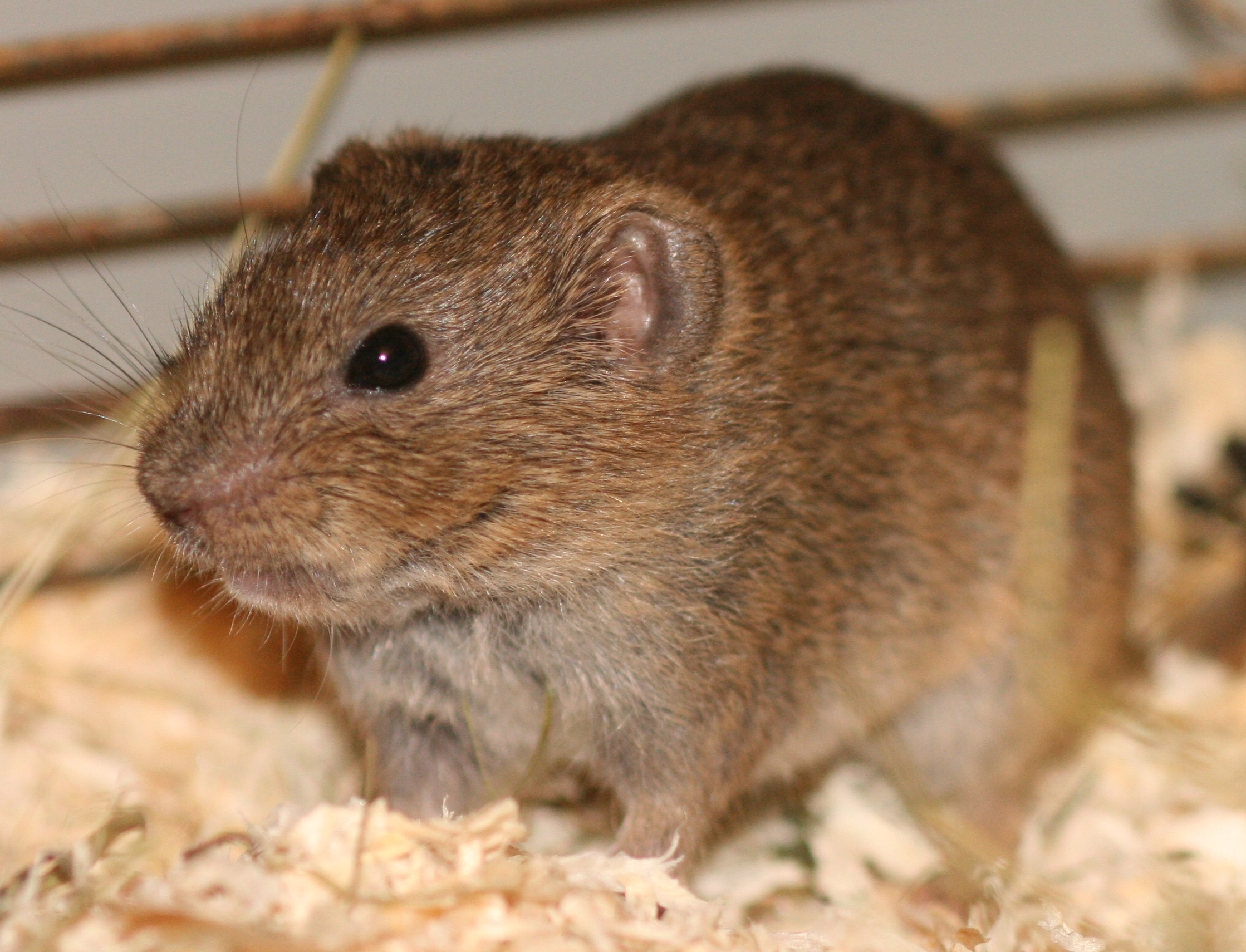
Junger Südlicher Moorlemming als Heimtier

Die Paarungszeit ist über das ganze Jahr verteilt, falls genügend Futter vorhanden ist. Die meisten Nachkommen werden in der freien Natur von April bis September geboren. Nach einer Tragzeit von 23 bis 26 Tagen wirft das Weibchen ein bis acht, im Mittel drei Junge. Es kommt zu zwei bis drei Würfen pro Jahr, in Gefangenschaft wurden bis zu sechs Würfe in 22 Wochen beobachtet. Die Neugeborenen wiegen je rund 3,7 Gramm. Nach etwa einer Woche sind Fell und Schneidezähne gut ausgebildet, nach 10 bis 11 Tagen öffnen sie die Augen. Die Jungen werden drei Wochen lang gesäugt. Bereits im Alter von fünf Wochen sind die Männchen fortpflanzungsfähig.

## Belege
1. ↑  Beolens, Watkins & Grayson: The Eponym Dictionary of Mammals. Johns Hopkins University Press, Baltimore 2009, ISBN 978-0-8018-9304-9, S. 84–85 (Cooper, J.G.).